# Almaly (métro d'Almaty)
Almaly (kazakh et russe : Алмалы) est une station de la ligne 1 du métro d'Almaty. Elle est située à Almaty au Kazakhstan.
Elle est mise en service en 2011, avec le premier tronçon du métro.

## Situation sur le réseau
Établie en souterrain, Almaly est une station de la Ligne 1 du métro d'Almaty, située entre la station Jibek Joly, en direction de la station terminus nord (provisoire) Raïymbek batyr, et la station Abaï, en direction de la station terminus sud (provisoire) Mäskeou.

## Histoire
La station Almaly est mise en service le 1er décembre 2011, lors de l'ouverture à l'exploitation du premier tronçon, long de 7,6 km, de la ligne 1 du métro d'Almaty, entre Raïymbek batyr et Alataou.